# Alveolo-palataal

Schematische weergave van de alveolo-palatale fricatief

In de fonetiek is een alveolo-palataal een medeklinker die wordt gearticuleerd met de achterkant van de tong tegen het superieure alveolare, en het midden van de tong tegen het verhemelte. Ze zijn bijna gelijk aan postalveolaire en retroflexe fricatieven, maar ze zijn laminaal in plaats van apicaal of sub-apicaal. 
Alveolo-palatale klanken komen voor in onder andere de Chinese talen en andere Oost-Aziatische talen zoals het Japans en Koreaans. Tevens komt de klank voor in enkele Slavische talen zoals het Pools, Russisch en Servisch. 
Het Internationaal Fonetisch Alfabet kent de volgende versies van de alveolo-palataal:
- Stemloze alveolo-palatale fricatief
- Stemhebbende alveolo-palatale fricatief
- Stemloze alveolo-palatale affricaat
- Stemhebbende alveolo-palatale affricaat